# Arthroleptis discodactylus
Arthroleptis discodactylus е вид жаба от семейство Arthroleptidae.

## Разпространение и местообитание
Видът е разпространен в Демократична република Конго.
Обитава гористи местности, градини и савани в райони с тропически и субтропичен климат.